# Thomas R. P. Mielke

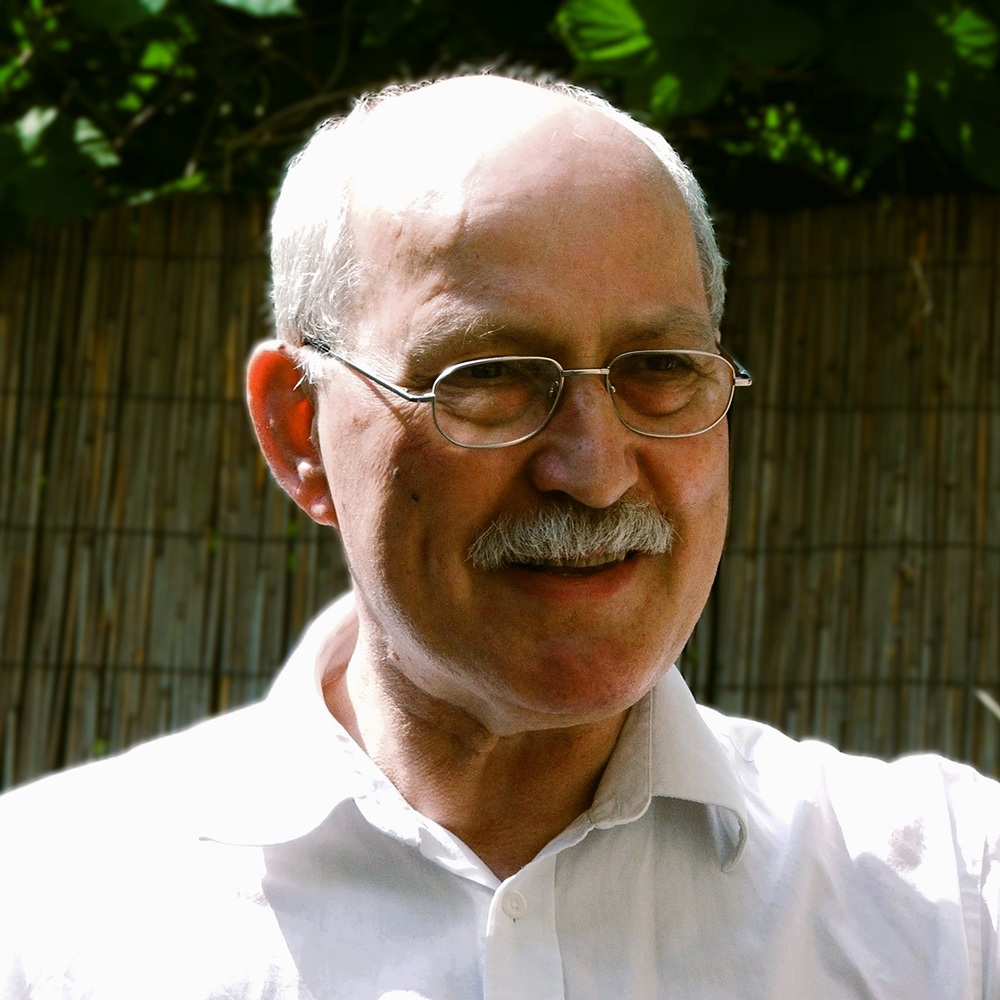
Thomas R. P. Mielke

Thomas Rudolf Peter Mielke (* 12. März 1940 in Detmold; † 31. August 2020 in Bernau bei Berlin) war ein deutscher Schriftsteller auf dem Gebiet der Science-Fiction und des historischen Romans.

## Leben
Mielke, aufgewachsen als Sohn eines Pastors im Ostharz und später in Rostock, kam mit 15 Jahren allein in den Westen. Nachdem er seine Jugendjahre in Jugendlagern, als Schiffsschmied und als Gärtner verbracht hatte, arbeitete er hauptberuflich als Texter und Konzeptionierer und war drei Jahrzehnte lang als Kreativdirektor in internationalen Werbeagenturen tätig. Er prägte Slogans wie „Berlin tut gut“ oder „Mach’s mit“ für die erste Anti-AIDS-Kampagne und gilt aus seiner Zeit in der Generaldirektion von Ferrero in Pino Torinese/Italien als Miterfinder des Kinder-Überraschungseis.
Als Ausgleich zu seiner Arbeit als Werbemanager schrieb er nebenbei Krimis, Science-Fiction und historische Romane. Sein erster SF-Roman, Unternehmen Dämmerung, erschien 1961 unter dem Pseudonym Mike Parnell. In den folgenden Jahren veröffentlichte er unter weiteren Pseudonymen, darunter Michael C. Chester, Bert Floorman, Henry Ghost, Roy Marcus, Marc McMan, Marcus T. Orban und John Taylor.
Mitte der 1970er-Jahre entwickelte Mielke gemeinsam mit Rolf W. Liersch das Konzept der alternativen Science-Fiction-Serie Die Terranauten.
Mielke erhielt 1986 den SFCD-Literaturpreis, vergeben vom Science Fiction Club Deutschland e. V. (seit 1998 Deutscher Science-Fiction-Preis), für die Politvision Der Tag, an dem die Mauer brach, die einen unerwartet friedlichen Mauerfall und die Wiedervereinigung zum Thema hat. Der Stern schrieb dazu: „Die Berliner Mauer ist kein Thema – und wird es in den nächsten 25 Jahren auch nicht werden.“
Im Jahr 2010 erschien sein Roman Gilgamesch, König von Uruk in Syrien und anderen arabischen Ländern, übersetzt ins Arabische vom Goethe-Institut-Preisträger Nabil Haffar, und kehrte damit zu seinen Ursprüngen zurück.
Mielke lebte nach längeren Stationen in Husum, Hamburg und Turin seit Jahrzehnten in Berlin. Er war verheiratet und hat vier erwachsene Kinder.
Die Initialen seiner zweiten und dritten Vornamen interpretierte Mielke scherzhaft als Abkürzung für „Reine Phantasie“, was seit den 1970er-Jahren zu einer Art Markenzeichen unter seinen Lesern wurde.

## Auszeichnungen
- 1981: 2. Platz beim Kurd-Laßwitz-Preis für den Roman Grand Orientale 3301
- 1982: 2. Platz beim Kurd-Laßwitz-Preis für den Roman Der Pflanzen Heiland
- 1983: Robert-Sheckley-Preis für die Kurzgeschichte Lizenzverlängerung
- 1984: Kurd-Laßwitz-Preis für Das Sakriversum als bester deutscher Science-Fiction-Roman des Jahres 1983
- 1985: Deutscher Science-Fiction-Preis (damals noch SFCD-Literaturpreis) für die Kurzgeschichte Ein Mord im Weltraum
- 1985: Penthouse Creative Cup für die Kurzgeschichte Verschmähte Göttin
- 1986: Deutscher Science-Fiction-Preis (damals noch SFCD-Literaturpreis) für den Roman Der Tag, an dem die Mauer brach
- 2016: Deutscher Fantasy Preis mit Astrid Ann Jabusch für die deutsche Prosaversion von Orlando furioso

## Bibliografie

### Science-Fiction
Romane
- als Roy Marcus: Achtung Sperrzone. Balowa / Gebrüder Zimmermann (Balowa Spionage), 1961. DNB 910888612
- als Mike Parnell: Unternehmen Dämmerung. Widukind / Gebrüder Zimmermann (Widukind Utopia-Spitzenklasse), 1961. DNB 770153089
- als Roy Marcus: Verrat war seine letzte Chance. Balowa / Gebrüder Zimmermann (Balowa Spionage), 1962.
- Grand Orientale 3301. Heyne, München 1980, ISBN 3-453-30674-0.
- Der Pflanzen Heiland. Heyne, München 1981, ISBN 3-453-30771-2.
- Das Sakriversum. Der Roman einer Kathedrale. Heyne, München 1983, ISBN 3-453-30933-2.
- Der Tag, an dem die Mauer brach. Polit-Thriller. Bastei-Lübbe, Bergisch Gladbach 1985, ISBN 3-404-13024-3.
- Die Entführung des Serails. Bastei-Lübbe, Bergisch Gladbach 1986, ISBN 3-404-28138-1.
- Mythen der Zukunft. Bastei-Lübbe, Bergisch Gladbach 1992, ISBN 3-404-24154-1.
- Von Menschen gejagt. Das Beste (Unterwegs in die Welt von Morgen #133), 1992, ISBN 3-87070-443-8.
- Die Stadt in den Sternen. Das Beste (Unterwegs in die Welt von Morgen #137), 1993, ISBN 3-87070-480-2.
- Befehl aus dem Jenseits. Schneekluth, München 1994, ISBN 3-7951-1358-X.
- Das Geheimnis des ersten Planeten. Schneekluth, München 1995, ISBN 3-7951-1401-2.
- mit Jürgen Grasmück: Die Hyänen des Alls. Mohlberg (Ad Astra #3), 2007, ISBN 978-3-940181-14-5.

Heftromane
- Reporter unter fremder Sonne. Moewig (Terra Nova #166), 1971. DNB 36439918X
- als Marc McMan: Unternehmen Barnavaal. Andromeda Science Fiction #14, 1972.

Zauberkreis Science Fiction (Heftromane)
Wenn nicht anders vermerkt, stets als Marcus T. Orban.
- 2: Die Psychotechniker (1966, als Thomas R. P. Mielke) DNB 364399171
- 3: Irrtum vorbehalten (1966, als Thomas R. P. Mielke) DNB 364399163
- 9: Ihre Heimat ist das Nichts (1966, als Michael C. Chester) DNB 363418725
- 10: Laportes Planet (1966. als Michael C. Chester) DNB 363418733
- 13: Galaxisagent Omega 8 (1966) DNB 364445475
- 16: Die Zeitfalle (1966) DNB 364445513
- 19: Gehetzt von Stern zu Stern (1966) DNB 364445424
- 24: Die Totenburgen von Capelia (1967) DNB 364445505
- 25: Flucht von der Dunkelwelt (1967) DNB 364445416
- 28: Die Nacht der Sonnenwölfe (1967) DNB 364445467
- 33: Rallye zum Höllenstern (1967) DNB 364445483
- 43: Die Gravonauten (1967) DNB 364445432
- 44: Der Letzte der Gravonauten (1967) DNB 364445459
- 50: Im Hyperraum verschollen (1967) DNB 364445440
- 58: Extremwelt (1967) DNB 364445394
- 63: Der galaktische Faustkeil (1967) DNB 364445408
- 67: Entscheidung auf Katabor (1968) DNB 364445386
- 73: Rekruten für Terra (1968) DNB 364445491
- 77: Das Zwölfeinhalb-Mann-Gesetz (1968) DNB 364445521
- 102: Von Menschen gejagt (1970, als Thomas R. P. Mielke)
- 105: Befehl aus dem Jenseits (1970)
- 108: Mit den Waffen des Friedens (1971, auch als Medoc I antwortet nicht)
- 109: Die Stadt in den Sternen (1971)
- 114: Zeichen der Zukunft (1971)
- 118: Der Tausend-Jahre-Irrtum (1971)
- 125: Schatten der Parawelt (1972, auch als Das Geheimnis von Zoe)
- 127: Sternwärts, ho! (1972)
- 130: Rebellion der Verdammten (1972)
- 132: Kinder des Regenbogens (1973)
- 137: Wer Axxon wirklich war (1973)
- 141: Terror der schwarzen Sonne (1973)
- 150: Das Ende der Logenmeister (1974)
- 157: Brain X-90, Android (1975)
- 167: Cosmoral ruft Echo-Mann (1975)
- 174: Kurier ins Jenseits (1976)
- 183: Die anonymen Mystiker (1977)
- 200: Treffpunkt Think 3000 (1978)
- 214: Die Stadt der Vertikalls (1979)
- 265: Die von der Überwelt (1983)

Rex Corda – Der Retter der Erde (Heftromane, 1966/1967)
- 5: Die Bomben des Verräters
- 10: Flucht in den Hyperraum
- 14: Gestrandet in der Hölle
- 18: Todestrip nach Teckan
- 21: Der Unbesiegbare
- 25: Die Brudermörder von Kalta
- 29: Amoklauf der Nokis
- 32: Vorstoß zu den Zeitlosen
- 37: Triumph über den Titanen

Ad Astra (Heftromane, 1967/1968)
- 560: Die gnadenlose Jagd
- 570: Terra soll sterben!
- 586: Eiswelt soll brennen!

### Historische Romane
- Gilgamesch. König von Uruk. Schneekluth, München 1988, ISBN 3-7951-1052-1. (2. Platz beim Kurd-Laßwitz-Preis 1988)
- Inanna. Odyssee einer Göttin. Schneekluth, München 1990, ISBN 3-7951-1087-4.
- Karl der Große: der Roman seines Lebens. Schneekluth, München 1992, ISBN 3-7951-1263-X.
- Attila. König der Hunnen. Schneekluth, München 1998, ISBN 3-7951-1584-1.
- Karl Martell, der erste Karolinger. Schneekluth, München 2000, ISBN 3-7951-1585-X (Romanbiografie über den Großvater Karls des Großen, überarbeitete Ausgabe unter dem neuen Titel Karl Martell – Roman eines „Königs“. Emons, Köln 2011, ISBN 978-3-89705-872-9)
- Die Kaiserin. Wunderlich, Reinbek 2004, ISBN 3-8289-7463-5.
- Gold für den Kaiser. Ein Fugger-Roman. Herbig, München 2004, ISBN 3-7766-2365-9 (überarbeitete Ausgabe unter dem neuen Titel Jakob der Reiche, Roman eines Bankiers. Emons, Köln 2012, ISBN 978-3-95451-005-4)
- Die Brücke von Avignon. Fischerverlage, Frankfurt am Main 2004, ISBN 3-596-16331-5 (1314 mit Papst Clemens V.)
- Die Rose von Avignon. Fischerverlage, Frankfurt am Main 2005, ISBN 3-596-16332-3 (1328 mit Papst Johannes XXII.)
- Der Palast von Avignon. Fischerverlage, Frankfurt am Main 2006, ISBN 3-596-16333-1 (1342 mit Papst Benedikt XII.)
- Die Varus-Legende. Scherz, Frankfurt am Main 2008, ISBN 978-3-502-11043-9.
- Coelln. Stadt, Dom, Fluss. Schneekluth, München 2000, ISBN 3-7951-1583-3 (überarbeitete/erweiterte Ausgabe unter dem neuen Titel Colonia, Roman einer Stadt. Emons, Köln 2008, ISBN 978-3-89705-599-5)

### Übersetzungen
- Orlando furioso. Rütten & Loening, Berlin 2002, ISBN 3-352-00588-5 (erste deutsche Prosaversion des „Orlando furioso“ von Ludovico Ariosto)